# قره‌بالدیر (اغوز)
قره‌بالدیر (به لاتین: Qarabaldır) یک منطقه مسکونی در جمهوری آذربایجان است که در شهرستان اغوز واقع شده است. قره‌بالدیر ۵۰۲ نفر جمعیت دارد.